# Скіра Ігор Антонович
І́гор Анто́нович Скі́ра (8 березня 1961 — 24 грудня 2015) — старший лейтенант Збройних Сил України, учасник російсько-української війни.

## Життєпис
Народився 1961 року в місті Ківерці у родині лікарів, батько Антон Павлович — заслужений лікар, учасник Другої світової війни, мама Лілія Миколаївна — лікар-педіатр. Виховувався з сестрами Оксаною та Оленою в родині з патріотичними цінностями. Закінчив ківерцівську ЗОШ № 4, 1983-го — Український інститут інженерного водного господарства, здобув професію інженера, в часі навчання закінчив військову кафедру. Пройшов строкову службу в РА, отримав навички інженерно-саперної справи; 1983 року отримав диплом спеціаліста інженера-гідротехніка та звання старшого лейтенанта. По розподіленні почав працювати у Луцьку в об'єднанні «Волиньмеліоводгосп».
1984 року одружився з ківерчанкою Кротюк Тетяною, проживали в Луцьку, 1987-го у подружжя народилась донька Олена. 1988 року обійняв посаду провідного інженера технічного нагляду за будівництвом. 1992 року полишив посаду та вирушив на роботу в Сибір — щоб мати змогу утримувати свою сім'ю. В швидкому часі обійняв посаду керівника будівництва. За час інженерної кар'єри здав в експлуатацію чимало компресорних та нафтопереробних станцій.
2014 року покинув високооплачувану роботу, відмовився від російського громадянства та повернувся додому. Записався добровольцем на військову службу. 9 січня 2015 року мобілізований, старший лейтенант 2-го батальйону 14-ї окремої механізованої бригади, командир інженерно-саперного взводу. Пройшов на відмінно військове навчання на полігоні; мав фахову майстерність сапера — умів так замінувати підходи до передніх рубежів військових позицій, що терористи не могли підійти непоміченими.
24 грудня 2015 року загинув під містом Мар'їнка від кульового поранення в голову. Похований в місті Ківерці, проводили в останній шлях сотні ківерчан, які обабіч дороги стояли з запаленими свічками та лампадками.

## Нагороди та вшанування
- Почесний громадянин міста Ківерці (27.7.2017, посмертно)[5].
- Його портрет розміщений на меморіалі «Стіна пам'яті полеглих за Україну» у Києві: секція 8, ряд 4, місце 1[6]
- 6 грудня 2021 року на фасаді Ківерцівської ЗОШ № 4 відкрито меморіальну дошку — на честь загиблих випусників Маріса Камінського, Ігоря Скіри та Віталія Михайленка
- Недержавна відзнака «За заслуги перед громадою»[7]
- Вшановується 24 грудня серпня на щоденному ранковому церемоніалі вшанування українських захисників, які загинули цього дня у різні роки внаслідок російської збройної агресії[8]